# Парламент Грузії
Парламент Грузії (груз. საქართველოს პარლამენტი — Сакартвелос парламенті) — найвищий представницький орган Грузії, що виконує функції законодавчої влади, визначає основні напрямки внутрішньої та зовнішньої політики держави та контролює діяльність уряду.

## Історія
Ідею обмеження царської влади та створення парламентського органу було задумано серед аристократів та громадян у XII ст. під час царювання цариці Тамар.
З погляду опозиціонерів цариці Тамар та їхнього лідера Кутлу Арслана, перший грузинський Парламент мав складатись з двох «палат»: 1) Дарбазі — загальні збори аристократів та впливових громадян, які скликаються час від часу для прийняття рішень щодо процесів, що відбуваються в країні, впровадження цих рішень покладається на монарха; 2) Караві — орган постійних сесій між зборами Дарбазі. Конфронтація завершилась перемогою прихильників збереження необмеженої царської влади. Кутлу Арслан був заарештований за наказом цариці.
Згодом, лише у 1906 році грузини отримали нагоду відправити своїх представників до парламентського органу, II Державної думи (з 1801 року Грузію було захоплено Російською імперією). Грузинськими депутатами в думі були: Ное Жорданія (пізніше Голова уряду незалежної Грузії в 1918—1921 рр.), Ілія Чавчавадзе (засновник Грузинського Національного Руху), Іраклі Церетелі (голова Соціал-Демократичної фракції в думі II скликання, пізніше міністр внутрішніх справ Тимчасового уряду Росії), Карло Чхеїдзе (голова Меншовицької фракції в IV думі, голова Центрального виконавчого комітету I скликання Всеросійських робочих та солдатських депутатів у 1917 р. та голова Закавказького Сейму в 1918 р.) та ін.
Перший законодавчий орган на території Грузії діяв у 1918—1921 роках та називався Національною Радою. У 1921 році Парламент ухвалив першу грузинську Конституцію.
Після окупації Грузії більшовицькими військами, з 1921 по 1991 рр. діяла Верховна Рада Грузинської РСР. Після оголошення незалежності в Грузії перший парламент обрано на осінніх виборах 1992 року.
Прийнята у 1995 році Конституція Грузії визначила місце Парламенту в політичному облаштуванні Грузії. Після цього парламентські вибори в Грузії відбувались у 1995, 1999, 2004, 2008, 2012 та 2016 роках.
1 жовтня 2012 року відбулися чергові Парламентські вибори, на яких перемогу за списками здобула опозиційна партія «Грузинська мрія». За словами лідера «Грузинської мрії» Бідзіни Іванішвілі, уперше за всю історію Грузії народу вдалося змінити владу шляхом виборів.
11 грудня 2020 року в Грузії набрав повноважень новий парламент, обраний на виборах, що пройшли в два тури: 31 жовтня та 21 листопада. Керівна партія Грузинська мрія перемогла, набравши 48,22 % голосів, і отримавши 90 мандатів зі 150.

## Структура
Парламент однопалатний, складається зі 150 депутатів. З них 75 обираються на засадах пропорційної виборчої системи, а інші 75 — в одномандатних виборчих округах за мажоритарною виборчою системою. Усі депутати парламенту обираються на 4-річний термін.
Парламент очолює Голова, підписує прийняті парламентом рішення. Голова парламенту має 7 заступників. У випадку неможливості виконання своїх обов'язків Президентом Грузії, Голова Парламенту виконує обов'язки Президента.
Члени Парламенту створюють парламентські фракції згідно з політичними поглядами. У Парламенті створюються галузеві комітети та тимчасові слідчі комісії, які діють постійно.
Важливим органом у структурі Парламенту є бюро. У бюро входять Голова, його заступники, голови парламентських фракцій та комітетів. Бюро здійснює організаційне керування роботою Парламенту.
Протягом року проводяться дві парламентські сесії: весняна (лютий — червень) та осіння (вересень — грудень).

## Голова
Головою першого парламенту Грузії — Національної Ради був Ніколоз (Карле) Чхеїдзе.
У Парламенті скликання 1992—1995 років головував Едуард Шеварнадзе, котрий водночас визнавався керівником держави. Після отримання Конституції Грузії, у 1995 році, першим головою парламенту став керівник партії, один з лідерів Громадянського Союзу Грузії Зураб Жванія. У 2001 році на цій посаді його замінила Ніно Бурджанадзе. З 7 червня 2008 до 21 листопада 2019 року головою парламенту був Давіт Бакрадзе. З 18 листопада 2016 до 21 червня 2019 року головою парламенту був Іраклій Кобахідзе. З 29 грудня 2021 року головою парламенту є Шалва Папуашвілі.

## Розташування
Парламент розміщений у столиці Тбілісі на проспекті Руставелі.
Споруда будинку уряду колишньої Грузинської РСР є помітним зразком грузинської архітектури радянського періоду.
Будівля складається з двох корпусів. Верхній корпус побудований у 1938 році (арх. В. Кокоріні за участю Г. Лежава). Другий, фасад якого виходить на проспект Руставелі, звели у 1953 році (арх. В. Кокоріні, Г. Лежава, за участю В. Насарідзе). У вирішенні обох корпусів використано елементи стародавньої грузинської архітектури.
У 2014 році була здійснена реконструкція всіх внутрішніх приміщень парламентської будівлі в Тбілісі.

### Колишня будівля парламенту

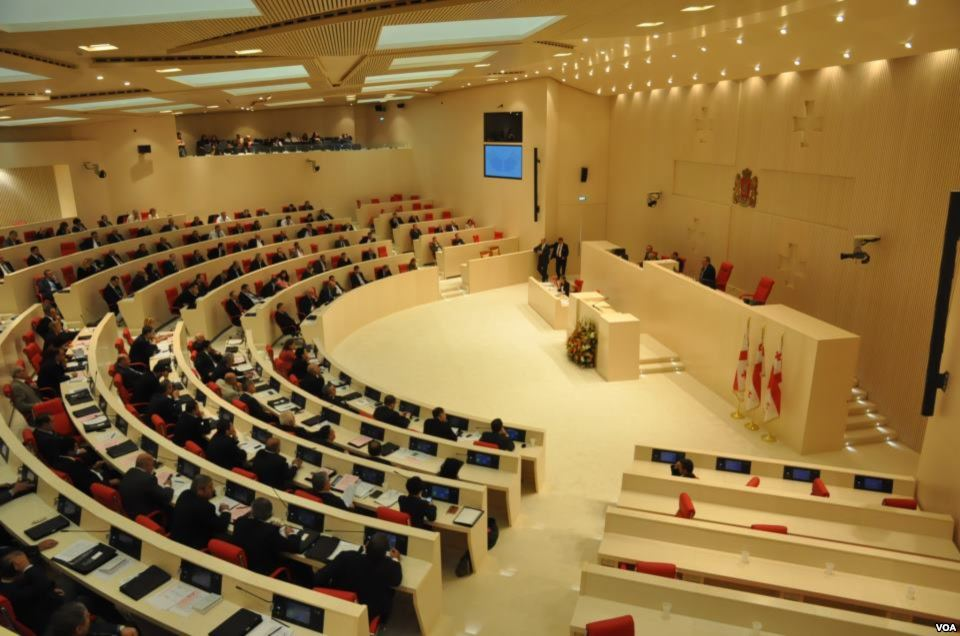
Зала засідань парламенту Грузії у 2012—2018 у Кутаїсі

У 2012—2018 рр. парламент знаходився в новій будівлі в місті Кутаїсі по вулиці Абашидзе 26. Переїзд парламенту до Кутаїсі відбувся за ініціативи Михайла Саакашвілі, однак уряд партії «Грузинська мрія» вніс поправку до конституції та повернув парламент до столиці.

## Парламентські фракції

### Парламентська більшість
- Об'єднаний Національний Рух
- Регіони Грузії — мажоритарії

### Парламентська меншість
- Сильна Грузія
- Християнські демократи[5]